# 孙善武
孙善武（1947年—），湖北省新洲县（现武汉市新洲区）人，中华人民共和国政治人物。
早年考入洛阳师范学院物理专业，后供职于洛阳玻璃厂。1994年，担任中共开封市委副书记。次年改任中共三门峡市委书记。2001年，任中共洛阳市委书记。2006年，升任中共河南省委常委、河南省政协副主席。
2008年9月，被开除党籍公职。2010年，山東省高級人民法院二審以孫善武單獨或夥同他人收受財物折合人民幣910．49萬元人民幣，判處死刑緩期兩年執行；孫善武的妻子、兒子、女兒和女婿，也被判處4至3年不等的有期徒刑。孙善武虽然被判重刑，但其在民间仍享有很高声誉，在工作过的地方有群众认为：“不管孙善武贪不贪，反正他就是好官”洛阳市民间有：“古有周公造洛邑，今有善武建洛阳”之说。